# Eurycorypha diminuta
Eurycorypha diminuta är en insektsart som beskrevs av Lucien Chopard 1938. Eurycorypha diminuta ingår i släktet Eurycorypha och familjen vårtbitare. Inga underarter finns listade i Catalogue of Life.